# حافظ إسماعيلي علوي
حافظ إسماعيلي علوي (مواليد 24 مايو 1971، الريصاني) باحث ولساني مغربي، متخصص في اللسانيات وتحليل الخطاب. يشغل منصب أستاذ التعليم العالي بجامعة محمد الخامس بالرباط.

## مسيرته[2]

### مولده وتعليمه
ولد حافظ إسماعيلي علوي في 24 مايو 1971 بالريصاني. حصل على شهادة الدراسات المعمقة في تخصص اللسانيات "التركيب والدلالة والمعجم" من جامعة محمد الخامس، برسالة عنوانها (الضمائر في اللغة العربية: مسائل في التمثيل والتخصيص والتصنيف) بإشراف عبد القادر الفاسي الفهري. وحصل على الدكتوراه في اللغة العربية وآدابها، في تخصص اللسانيات بأطروحة عنوانها (تجليات تلقي اللسانيات في الثقافة العربية الحديثة) بإشراف مصطفى غلفان.

### مناصبه
شغل سابقا منصب أستاذ التعليم العالي بجامعة ابن زهر بأكادير، ثم حاليا بجامعة محمد الخامس بالرباط.
هو عضو الجمعية المغربية للسانيات النص وتحليل الخطاب (الكاتب العام)، وعضو بالعديد من مجموعات البحث والتكوين بكليات الآداب المغربية، وعضو محكم في عدد من المجلات العربية.

## مؤلفاته
له عدد من الكتب والمقالات والمشاركات العلمية في الدرس اللساني العربي، كما سبق له أن أعدّ ونسّق وقدّم لمجموعة من الملفات (أزيد من عشرين ملفا) نشرت بمجلة فكر ونقد التي كان يديرها الدكتور محمد عابد الجابري.
- 2022: اللسانيات والقانون؛ بحوث وترجمات، دار كنوز المعرفة العلمية، عمّان.
- 2022: لغات القانون؛ ترجمات مختارة، دار كنوز المعرفة العلمية، عمّان.
- 2017: لسانيات سوسير في سياق التلقي الجديد، دار الكتاب الجديد، بيروت.
- 2016: اللسانيات التوليدية؛ من نظرية العمل والربط إلى البرنامج الأدنوي، بالاشتراك مع محمد الملاخ، دار كنوز المعرفة العلمية، (ردمك 9789957745653)
- 2014: التداوليات علم استعمال اللغة، عالم الكتب الحديث، بيروت.
- 2014: المعجمية العربية: قضايا وآفاق (ثلاثة أجزاء)، إعداد وتقديم منتصر أمين عبدالرحيم وحافظ إسماعيلي علوي، دار كنوز المعرفة العلمية، عمّان.
- 2013: من قضايا اللغة العربية في اتجاهات البحث اللساني الحديث، كرسي الدكتور عبدالعزيز المانع، جامعة الملك سعود.
- 2010: اللسانيات التوليدية من النموذج ما قبل المعيار إلى البرنامج الأدنوي: مفاهيم وأمثلة، بالاشتراك مع محمد الملاخ ومصطفى غلفان، عالم الكتب الحديث، بيروت، (ردمك 9789957703462).
- 2010: الحِجَاج: مفهومه ومجالاته - دراسات نظرية وتطبيقية في البلاغة الجديدة، (كتاب في خمسة مجلدات)، تأليف جماعي، إعداد وتقديم، عالم الكتب الحديث.
- 2009: اللسانيات في الثقافة العربية المعاصرة: دراسة تحليلية نقدية في قضايا التلقي وإشكالاته، دار الكتاب الجديد المتحدة، لبنان.
- 2009: قضايا إبستمولوجية في اللسانيات، بالاشتراك مع محمد الملاخ، الدار العربية للعلوم ناشرون، (ردمك 9789953875699)
- 2009: أسئلة اللغة أسئلة اللسانيات في الثقافة العربية: حصيلة نصف قرن من اللسانيات في الثقافة العربية (حوارات مع رواد البحث اللساني في الثقافة العربية الحديثة)، الدار العربية للعلوم، ودار الأمان بالرباط، ومنشورات الاختلاف، بيروت.
- 2007: حوار اللغة، حوارات مع الدكتور عبد القادر الفاسي الفهري، إعداد وتقديم حافظ إسماعيلي علوي، منشورات زاوية، الرباط.

## جوائز
- 2011: فاز حافظ إسماعيلي علوي بجائزة عبد الحميد شومان للباحثين العرب الشبان في صنف العلوم الإنسانية، وذلك لحضوره الملموس في اللسانيات وتطبيقاتها على اللغة العربية.[3]

## روابط خارجية
- حافظ إسماعيلي علوي على موقع أرشيف الشارخ.